# 法式濾壓壺

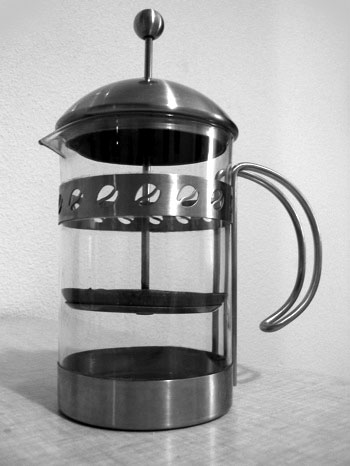

法式濾壓壺（英語：French press），又稱濾壓壺（press pot）或咖啡濾壓壺（法語：cafetière），是由玻璃杯和金属滤网组成的咖啡烹煮工具。
使用时，把研磨好的咖啡粉末放入壺内，再注入熱水，然後将带有滤网的盖子盖上，靜置片刻後，便可慢慢按下手柄，咖啡粉末會被濾網推向咖啡壶的底部，之後便可以倒出咖啡。除了沖調咖啡外，濾壓壺也可以沖泡花茶與茶類飲品。

## 歷史
1929年，來自米蘭的設計家Paolini Ugo發明了法式濾壓壺並由安提利歐·卡利馬利（Attilio Calimani）與Giulio Moneta申請了濾壓式咖啡的專利。

## 外部連接
维基共享资源上的相關多媒體資源：法式濾壓壺